# Резанцев Яків Володимирович
Яків Володимирович Резанцев (рос. Яков Владимирович Резанцев; 17 червня 1973, Єлбанка, РРФСР — 24 березня 2022, Чорнобаївка, Україна) — російський воєначальник, генерал-лейтенант ЗС РФ.

## Біографія
На військовій службі з 1990 року. Закінчив Далекосхідне вище загальновійськове командне училище імені Маршала Радянського Союзу К. К. Рокосовського (1994), Загальновійськову академію Збройних Сил Російської Федерації (2002) та Військову академію Генерального штабу Збройних сил Російської Федерації (2008). Всі військові ВНЗ закінчив із золотими медалями.
Пройшов основні командні посади від командира взводу курсантів до командира мотострілецької бригади.
З 2010 по 2011 рік — командир 57-ї окремої гвардійської мотострілецької Красноградської Червонопрапорної ордена Суворова бригади. З 2011 по 2013 рік — командир 7-ї Краснодарської Червонопрапорної орденів Кутузова та Червоної Зірки військової бази. У 2013 році присвоєно військове звання генерал-майор. З 2013 по 2016 рік — начальник штабу 20-ї гвардійської загальновійськової Червонопрапорної армії Західного військового округу.
З 2018 по серпень 2020 року — командувач 41-ї загальновійськової армії Центрального військового округу (Новосибірськ).
З серпня 2020 року — командувач 49-ю загальновійськовою армією Південного військового округу (Ставрополь).
Виконував спеціальні завдання у Сирійській Арабській Республіці.
З'єднання та військові частини 49-ї загальновійськової армії під командуванням генерал-лейтенанта Резанцева у 2022 році брали безпосередню участь у російському вторгненні в Україну, під час якого понесли значні втрати.
У березні 2022 року ЗСУ завдали удару по командному пункту 49-ї загальновійськової армії РФ. Наступного дня стало відомо, що Резанцева було ліквідовано під час удару біля села Чорнобаївка.
5 лютого 2024 року СБУ повідомила про заочну підозру вже ліківідованому Резанцеву, який командував спробами захоплення Херсонщини.

## Сімейний статус
Був одружений.

## Звання
- Генерал-майор (2013)
- Генерал-лейтенант (2021)

## Нагороди
- Орден «За військові заслуги» (2020);
- Орден «За заслуги перед Батьківщиною» IV ступеня (2019);
- Орден Олександра Невського;
- Медаль Суворова;
- Медаль «Учаснику військової операції у Сирії»;
- Орден Мужності «Афирхаҵаразы аорден» (8 грудня 2016 року, Абхазія) — за зразкове виконання миротворчих завдань із забезпечення безпеки та недоторканності державного кордону Республіки Абхазія[17];
- Медаль «За військову звитягу» (Абхазія);
- Медаль «За бойову співдружність» (Абхазія)[18];
- Медалі РФ.